# RIAN

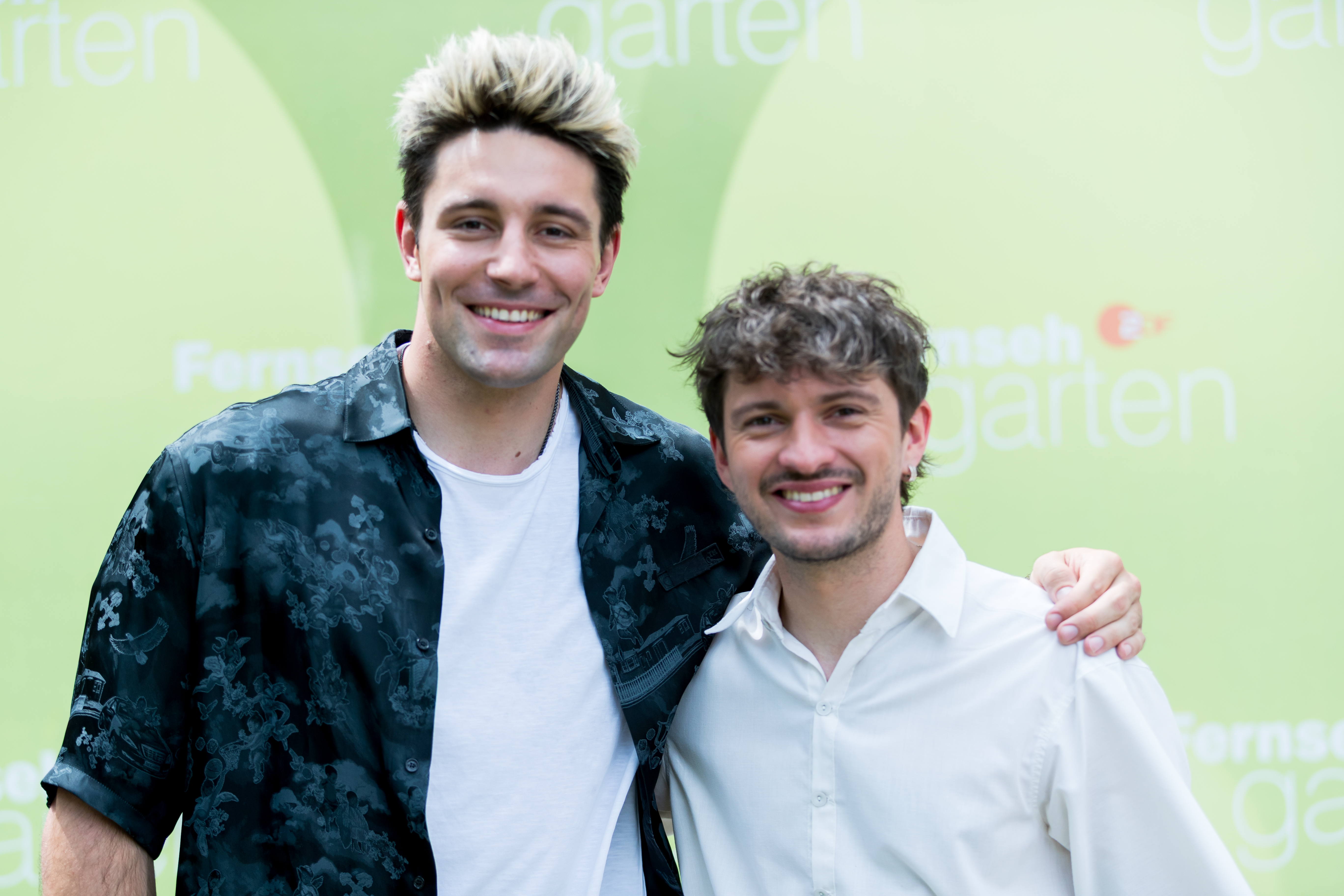
RIAN (rechts) mit Alexander Eder (links) 2025

Rian (* 1995 oder 1996 in Österreich, bürgerlich Florian Gruber) ist ein österreichischer Musiker und Entertainer.

## Leben
Florian Gruber wuchs in Althofen, Kärnten auf und lebt derzeit in Wien. Schon im Alter von acht Jahren begann er Schlagzeug zu spielen, heute beherrscht der Singer-Songwriter fünf Instrumente.
Mit Belong to you veröffentlichte Gruber 2017 seine Debütsingle. Der Beginn seiner Karriere, aus der auch sein erstes Studioalbum Rian stammt, war geprägt von englischsprachigen Popsongs. Seit 2022 veröffentlicht Gruber jedoch ausschließlich in deutscher Sprache.
Neben seinen eigenen Konzerten konnte Gruber als Supporting Act bereits Musiker wie Max Giesinger, Lions Head oder Josh begleiten.
Bekanntheit erlangte er vor allem auch durch seinen Auftritt bei TikTok. Dort zählt er mehr als eine halbe Million Follower.
Anfang 2022 wurde Gruber zudem von der österreichischen Tageszeitung Heute in die Liste der 10 „Austro-Newcomer für das Jahr 2022“ aufgenommen.

## Diskografie

### Studioalben
- 2018: Rian (Wohnzimmer Records)

### EPs
- 2025: Verwandtschaftstreffen EP

### Singles
- 2017: Belong to You
- 2018: Like a Rockstar (Radio Edit)
- 2020: Holding On
- 2020: Holding on (Remix)
- 2020: Cry for you
- 2021: Moonlight
- 2021: Magnetic Hearts
- 2022: Der Beste Teil
- 2022: Liebesbrief
- 2022: Ironisch verliebt
- 2022: Cocktails (Coole Kids)
- 2022: Schwarzes Schaf (AT: Gold)
- 2022: Frechdachs
- 2023: Feuerrote Bobbycars
- 2023: Sexy
- 2024: Wenn du lachst
- 2024: Schluckauf (happy)
- 2024: Zucker
- 2024: Verwandtschaftstreffen
- 2024: Wenn ich alt bin
- 2024: Die Geschichte vom kleinen Mann
- 2024: Fast egal
- 2024: Verwandtschaftstreffen (Weihnachtsversion)
- 2025: Tanzen
- 2025: Herzinfarkt mit Alexander Eder[11]
- 2025: Hausparty
- 2025: Ich bin kein Arzt

## Auszeichnungen
- Amadeus-Verleihung 2025
  - Ö3-Song des Jahres für Verwandtschaftstreffen
  - Songwriter des Jahres für Verwandtschaftstreffen
  - Pop / Rock